# Плач большого города
«Плач большого города» (англ. Cry of the City) — фильм нуар режиссёра Роберта Сиодмака, вышедший на экраны в 1948 году.
В основу сценария фильма положен роман Генри Эдварда Хелсета «Стул для Мартина Роума». Фильм рассказывает историю столкновения двух «друзей детства из нью-йоркского гетто Малая Италия, которые выбирают в жизни два противоположных пути: один вырастает в безжалостного гангстера (Ричард Конте), а другой — в честного полицейского (Виктор Мэтьюр)». Заметная часть фильма снята на натуре на улицах Нью-Йорка.
В 1949 году сценарист фильма Ричард Мёрфи был номинирован на премию Гильдии писателей Америки за лучший сценарий.

## Сюжет
Действие фильма происходит в заселённом выходцами из Италии бедном районе Нью-Йорка, называемом Маленькая Италия. Закоренелый преступник Мартин Роум (Ричард Конте) убил в перестрелке полицейского, после чего был серьёзно ранен, схвачен и в тяжелом состоянии помещён в тюремную больницу, где ему предстоит серьёзная операция. В присутствии родителей и многочисленных родственников священник читает молитву у постели Роума. Возможности допросить Роума ожидают лейтенанты полиции Витторио Канделла (Виктор Мэтьюр), который вырос с ним в одном дворе и знает его с детства, и Джим Коллинс (Фред Кларк). Ночью в больнице Роума тайно навещает молодая девушка Тина Риканте (Дебра Пэйджет), но Роум отказывается сообщить полиции её имя и цель визита.
После операции Роуму становится лучше. Канделла и Коллинз допрашивают Роума, рассчитывая выяснить его роль в деле миссис Де Грация, которую неопознанные мужчина и женщина с помощью пыток заставили отдать все её драгоценности, а затем задушили. Однако Роум отказывается признать своё участие в этом деле, а также, что в деле может быть замешана его таинственная знакомая. Канделла спрашивает, откуда у Роума кольцо Де Грация, но Роум отвечает, что выиграл его в карты. К Роуму приходит адвокат Найлз (Берри Крёгер), который защищает одного из подозреваемых в убийстве и ограблении Де Грация. Найлз уговаривает Роума взять вину в этом преступлении на себя. Он говорит, что Роуму грозит электрический стул за убийство полицейского, но если Роум поможет ему в деле Де Грация, то Найлз добьётся смягчения наказания, а также заплатит крупную сумму компенсации Тине. Если же Роум не согласится с ним сотрудничать, Найлз подставит Тину как соучастницу преступления. Из разговора Роум догадывается, что адвокат имеет доступ к украденным драгоценностям и соответственно связан с настоящими преступниками, и с яростью набрасывается на Найлза. Роуму удаётся расположить к себе работающую в больнице одинокую медсестру средних лет, мисс Фрэнсис Прюетт. По его просьбе мисс Прюетт переправляет Тине записку, в которой он пишет, чтобы Тина немедленно скрылась, так как её могут арестовать как соучастницу. Роума переводят в тюремную камеру. Опасаясь, что Найлз подставит его и Тину в преступлении против Де Грация, Роум с помощью работающего в тюрьме пожилого заключённого, показавшего, как открыть камеру и передавшего ему одежду, сбегает из тюрьмы.
Роум приходит к домой к родителям, однако его отец, узнав, что сын является закоренелым преступником, отказывается с ним разговаривать и просит удалиться. Мать помогает ему промыть раны, кормит его, даёт новую одежду, но тоже не одобряет его поступки, и не разрешает ему остаться. Тем временем, в поисках таинственной Тины к родителям Роума приходит Канделла. Он знаком с ними с детства, и рассчитывает на их помощь в поисках Роума. В этот момент из соседней комнаты появляется Роум, и угрожая Канделле оружием, уходит, но Канделла говорит, что надолго скрыться ему всё равно не удастся. Канделла слышит, как младший брат Роума Тони случайно проговаривается о том, где живёт Тина. Полиция не застаёт Тину дома, и устраивает за её домом наблюдение. Вскоре там появляется Тони, который из ближайшей аптеки связывается с Роумом по телефону. Полиция ловит Тони и отбирает у него записку с номером телефона, выясняя, где может находиться Тина. Под видом того, что готов пойти на сотрудничество, Роум приходит в офис Найлза. Во время встречи он достаёт нож и угрожая Найлзу, узнаёт имя соучастницы ограбления, а затем в поисках денег в тайном отсеке сейфа находит драгоценности Де Грация. Найлз выхватывает спрятанный пистолет и стреляет в Роума, но случайно попадает свою секретаршу, которая гибнет на месте. Роум тут же убивает Найлза ножом, забирает драгоценности и пистолет, после чего уходит. Страдающий от ран Роум призывает на помощь свою старую подружку Бренду (Шелли Уинтерс), которая выясняет для него адрес соучастницы преступления против Де Грация, которую зовут Роуз Гивенс. Бренда приезжает к Роуму на своей машине. В салоне автомобиля ему становится совсем плохо, и он теряет сознание. Бренда находит подпольно практикующего врача, доктора Вероффа, который прямо в автомобиле оказывает ему первую помощь. Бренда отвозит Роума к Роуз Гивенс (Хоуп Эмерсон), которая работает массажисткой в собственном салоне. При встрече с Роум говорит ей, что он знает о том, что она принимала участие в ограблении Де Грация. Он также говорит, что Найлз отдал ему драгоценности, которые в настоящий момент находятся на вокзале в камере хранения, и завтра он готов обменять их на автомобиль, 5 тысяч долларов наличными и возможность выбраться из страны. Роуз соглашается и оставляет Роума у себя дома на ночлег.
Зная, что Роум нуждается в медицинской помощи, утром следующего дня Канделла собирает в участке и допрашивает всех нелегально практикующих врачей, в том числе Вероффа, который сознаётся, что оказывал помощь Роуму, однако не может ничего сказать о его дальнейших действиях.
Роум решает сдать Роуз полиции, чтобы снять с себя и с Тины подозрение в деле Де Грация. Он звонит Канделле и сообщает, где и когда можно задержать Роуз. Роуз приезжает вместе с Роумом на своей машине на вокзал. Угрожая Роуму пистолетом, Роуз требует, чтобы он выдал ей драгоценности. Они вместе проходят к камерам хранения на вокзале, и когда он открывает ячейку и достает пакет с драгоценностями, к Роуз подходят двое мужчин в штатском и пытаются её задержать. Возникает потасовка, в ходе которой Роуз стреляет в Роума, но случайно ранит подбегающего Канделлу, и в этот момент Роум успевает скрыться. Канделла попадает в госпиталь, но вскоре сбегает оттуда, чтобы продолжить преследование Роума. В поисках его и Тины Канделла направляется домой к медсестре Прюитт, которая помогала Роуму. Мать медсестры проговаривается, что Тина ушла на встречу в церковь. Перед входом в церковь Роум разговаривает с братом Тони. Он говорит, что ему срочно нужны деньги, и посылает Тони домой, чтобы тот забрал сбережения матери, и принёс их ему. Затем в церкви он встречается с Тиной, предлагая вместе немедленно бежать из страны, но она отвечает, что он сильно изменился и бежать с ним она не может. Роум говорит, что остался один, без денег, без родителей и без девушки, которую любил. В этот момент появляется Канделла, произнося речь, обличающую преступления и порочность личности Роума. Затем он отправляет Тину домой и собирается доставить Роума в участок. Когда они выходят из церкви, Роум отдаёт свой пистолет Канделле, но затем наносит ему сильный удар по голове, и, прихрамывая, пытается сбежать. Канделла стреляет в него и убивает на глазах у Тони, который вернулся, будучи не в силах ограбить собственную мать. Когда прибывает полиция, Тони помогает раненому Канделле сесть в машину и плачет.

## В ролях
- Виктор Мэтьюр — лейтенант Канделла
- Ричард Конте — Мартин Роум
- Фред Кларк — лейтенант Коллинз
- Шелли Уинтерс — Бренда Мартигейл
- Бетти Гард — Мисс Прюетт
- Берри Крёгер — адвокат Найлз
- Томми Кук — Тони Роум
- Дебра Пэйджет — Тина Риканте
- Хоуп Эмерсон — Роуз Гивенс
- Константин Шэйн — доктор Веров
- Джун Стори — мисс Бун
- Тито Вуоло — Папа Рома (в титрах не указан)
- Роберт Карнс — интерн (в титрах не указан)
- Рут Клиффорд — медсестра (в титрах не указан)

## Режиссёр и исполнители главных ролей
Роберт Сиодмак считается одним из ведущих режиссёров фильма нуар. К числу его лучших работ в этом жанре относятся картины «Леди-призрак» (1944), «Подозреваемый» (1944), «Винтовая лестница» (1945), «Убийцы» (1946), «Тёмное зеркало» (1946) и «Крест-накрест» (1949)
Ричард Конте относится к числу наиболее востребованных актёров фильма нуар. На его счету роли в таких фильмах, как «Звонить Нортсайд 777» (1947), «Дом незнакомцев» (1949), «Воровское шоссе» (1949), «Спящий город» (1950), «Синяя гардения» (1953), «Большой ансамбль» (1955) и многих других. Позднее он сыграл также в фильмах «Одиннадцать друзей Оушена» (1960) и «Крёстный отец» (1972). Виктор Мэтьюр сыграл в таких значимых фильмах нуар, как «Ночной кошмар» (1941), «Жестокий Шанхай» (1941) и «Поцелуй смерти» (1947). К числу лучших картин Шелли Уинтерс относятся фильмы нуар «Кража» (1948), «Ночь охотника» (1955), «Большой нож» (1955), «Ставки на завтра» (1959), а также драмы «Место под солнцем» (1951), «Дневник Анны Франк» (1959) и «Лолита» (1962).

## Оценка критики
После выхода на экраны фильм получил почти единодушно высокую оценку. А. Х. Вейлер в «Нью-Йорк Таймс» был восхищён фильмом, назвав его «напряжённой и мрачно реалистичной мелодрамой», «крепкой и жёсткой историей с сердцем и гражданской гордостью», отметив, что он «может быть временами резким, но его смысл, история и актёры полностью достигают цели». Журнал Variety охарактеризовал его как «увлекательный художественный фильм, который убедительно сделан, улавливая каждый момент сильного экшна и напряжённости» и как «мощный саспенс с преследованием». Современные критики также оценили фильм очень высоко. Деннис Шварц назвал картину «превосходным фильмом нуар, страстно поставленным Робертом Сиодмаком». Крейг Батлер отметил, что этот «фильм нуар в стиле „документальная драма“ — захватывающий и сложный криминальный фильм, который доставит наслаждение любителям нуара».
В своей рецензии Вейлер подчеркнул, что фильм относится к «документальной школе художественного кино, выраженной в фильмах а таких студии „Двадцатый век Фокс“, как „Поцелуй смерти“, „Звонить Нортсайд 777“ и „Бумеранг“. Как и в этих картинах, аутентичность места действия и разговоров, а также очень точные психологические образы, созданные звездами и актёрами второго состава, обеспечивают убедительность и немалое душевное волнение при раскрытии этой, в целом знакомой темы». Журнал «TimeOut» отмечает, что «знакомая по фильмам 1930-х годов тема полицейского и преступника, у которых было одинаковое бесправное детство в Малой Италии Нью-Йорка», обретает столь мощное метафизическое звучание и «оказывается в буквальном смысле плачем большого города, когда раненый гангстер (потрясающе сыгравший Конте) совершает побег к последним нескольким часам своей жизни, оставляя за собой зловещий след убийств, боли и предательства». Высоко оценив фильм, TimeOut продолжает: «Редко когда жестокая нищета жизни города представлена столь впечатляющим образом, это касается как яркого изображения жизни в гетто, так и потрясающей демонстрации морального разложения, которое вскрывается на протяжении ночи (скользкий адвокат, обделывающий темные дела, чудовищная садистка-массажистка, порочный подпольный врач-беженец, делающий аборты и т. д.)».
Многие критики обратили внимание на высокий уровень режиссёрской работы Роберта Сиодмака. TimeOut называет фильм «захватывающим примером способности Сиодмака не только успешно переработать посредственный материал, но придать натурным съёмкам ощущение студийного нуара». Variety отмечает, что «умение Сиодмака доводить мелодраматическое возбуждение до публики реализовано в этом фильме в полном объёме». Деннис Шварц считает, что «Сиодмак делает свою работу великолепно», называя его фильм «кинематографической поэзией тёмных, залитых дождём городских улиц и постоянного шума городского движения и полицейских сирен, создающих атмосферу урбанистического пейзажа». Шварц продолжает: «Сиодмак, который, по его собственным словам, намного лучше чувствовал себя при работе в студии, здесь идеально использует живые натурные съёмки для придания фильму мощного ощущения полудокументальности, при этом сохраняя свойственный его творчеству фирменный экспрессионистский студийный вид». Крейг Батлер называет постановочную работу Сиодмака «мастерской, напряжённой и острой», отметив также, что удерживать публику в напряжении с начала и до конца ему «помогает великолепная операторская работа Ллойда Ахерна и Фреда Серсена».
Вейлер следующим образом характеризует двух основных персонажей фильма: «Хотя оба вышли из одного и того же района — нью-йоркской Малой Италии — Роум описан как изначально умный преступник, который, не будучи откровенным злодеем, не остановится перед тем, чтобы использовать кого угодно ради своих низких целей. Канделла, с другой стороны, это умный, работящий и полностью правильный офицер, которого не сломала окружающая обстановка». Вейлер дал очень высокую оценку обоим исполнителям главных ролей, написав, что гангстер «в исполнении Ричарда Конте не предстаёт как крикливый, размахивающий пистолетом хвастун. Но будучи действительно необузданным и жестоким убийцей, он искусно пользуется словами для создания подчёркнуто сдержанного образа по-настоящему опасного преступника». Батлер также придерживается мнения, что Сиодмаку в успехе фильма «огромную помощь оказали актёры во главе с невероятно сыгравшим Ричардом Конте». Он пишет: «Конте идеально передаёт свойства очаровывающей змеи; действительно, публика сочувствует ему на протяжении почти всей картины, несмотря на то, что он опасный преступник. Конте привлекает зрителя на свою сторону, и только в конце зритель понимает, что он попался на его удочку так же легко, как и персонажи этого фильма».
Шварц считает, что хотя в центре фильма находится отличная игра Конте, тем не менее, «Мэтьюр тоже великолепен». Вейлер пишет, что хотя «некоторое время назад Мэтьюра подозревали в ограниченности таланта, на этот раз он выдаёт полностью удовлетворяющую работу как честный и добрый коп, который хорошо знает не только своё дело, но и тех людей, которых он выслеживает». С ним согласен и Батлер, указывая, что «Мэтьюр выдаёт на удивление отличную игру, возможно, лучшую в своей карьере».
Критики единодушны и в высокой оценке игры актёров второго плана. Вейлер пишет, что среди них «обращают на себя внимание Хоуп Эмерсон, пришедшая с бродвейской сцены амазонка с тонкими губами, играющая крепкую и жёсткую массажистку, которую Конте выдаёт полиции; Берри Крёгер в роли коварного и неудачливого тёмного дельца и адвоката, а также Шелли Уинтерс», которая, как пишет Variety, «зажигательно играет девушку, которая везёт убийцу по улицам Нью-Йорка…». Батлер называет работу Эмерсон «незабываемой, когда она играет в кошки-мышки с Конте», а игру Крёгера — «памятной» в роли «мерзкого адвоката». Шварц вообще считает, что Эмерсон «сыграла одну из самых великих зловещих и аморальных ролей злодеев всех времён».